# Can Peirot (Girona)
Can Peirot és una obra de Girona inclosa a l'Inventari del Patrimoni Arquitectònic de Catalunya.

## Descripció
Edifici de planta rectangular, de planta baixa i primer pis. Cobert amb teulat a dues vessants i carener perpendicular a la façana principal. Façana asimètrica, amb la porta de llinda planera de pedra inscrita: "JAUME ROS ME FECIT, 1713", a la dreta de la façana. Al damunt, s'hi obre una finestra de modillons. Al costat de la façana i sobresortint hi ha un porxo de pilar central quadrangular, de teulat a dues aigües. La façana lateral esquerra s'hi obren noves obertures, ressaltant-ne els modillons.